# Order Zasługi Hesji
Order Zasługi Hesji (niem. Der Verdienstorden des Landes Hessen) – odznaczenie za zasługi dla niemieckiego kraju związkowego Hesja.

## Historia
Order został ustanowiony 1 grudnia 1989 dekretem prezesa Rady Ministrów landu Hesja jako nagroda za wybitne zasługi dla Hesji i jej ludności i może być nadawane niezależnie od narodowości, miejsca zamieszkania i płci. Wnioski o przyznanie odznaczenia może składać każdy, skierowując je do prezesa heskiego landtagu lub ministrów poszczególnych resortów, osobne uprawnienia posiada prezes Rady Ministrów. Działalność gospodarcza we własnej firmie lub długoletnia służba państwowa nie uprawniają automatycznie do uzyskania odznaczenia.
Order Zasługi Hesji nadawany jest w dwóch klasach:
- klasę I zwaną Order Zasługi Hesji (Hessischer Verdienstorden), noszoną na szyi (ustanowioną w 1989),
- klasę II zwaną Order Zasługi Hesji na Wstążce (Hessischer Verdienstorden am Bande), przypinaną na piersi (wprowadzoną w 1998).

Liczba żyjących posiadaczy orderu nie może w przypadku II klasy przekroczyć liczby 2000, a I klasy 800 osób. Będąc posiadaczem orderu II klasy trzeba czekać trzy lata na ewentualny awans do wyższej klasy.

## Odznaczeni
Do 2014 odznaczono I klasą 257 mężczyzn i 29 kobiet, zaś II klasą 242 mężczyzn i 33 kobiety. Razem 561 osób, m.in.:
- Johannes Joachim Degenhardt
- Karl Dedecius
- Christine Brückner
- Thomas Reiter
- Alfred Pfaff
- Albert Mangelsdorff
- Peter Armbruster
- Odo Marquard
- Luc Jochimsen
- Harro Dicks

Każdy premier (Ministerpräsident) Hesji jest ex officio kawalerem I klasy:
- Walter Wallmann (1987-1991),
- Hans Eichel (1991-1999),
- Roland Koch (1999-2010),
- Volker Bouffier (od 2010).

## Insygnia
Oznaka orderu to emaliowany na biało krzyż maltański (I klasa o przekroju 55 mm, II klasa – 45 mm) ze zwężonymi ramionami i ze złotymi promieniami między nimi. W medalionie środkowym awersu znajduje się herb Hesji, złoty lew w czerwonym polu kroczący na prawo. Na rewersie emaliowane są tylko ramiona krzyża, medalion środkowy jest złotym kółkiem bez emalii i napisów. Order noszony jest przez mężczyzn na ciemnoniebieskiej wstędze, przy I klasie na szyi, przy II klasie na lewej piersi. Kobiety noszą go na damskiej kokardzie nad lewą piersią.